# Jonen
Jonen là một đô thị ở huyện Bremgarten, bang Aargau, Thụy Sĩ.

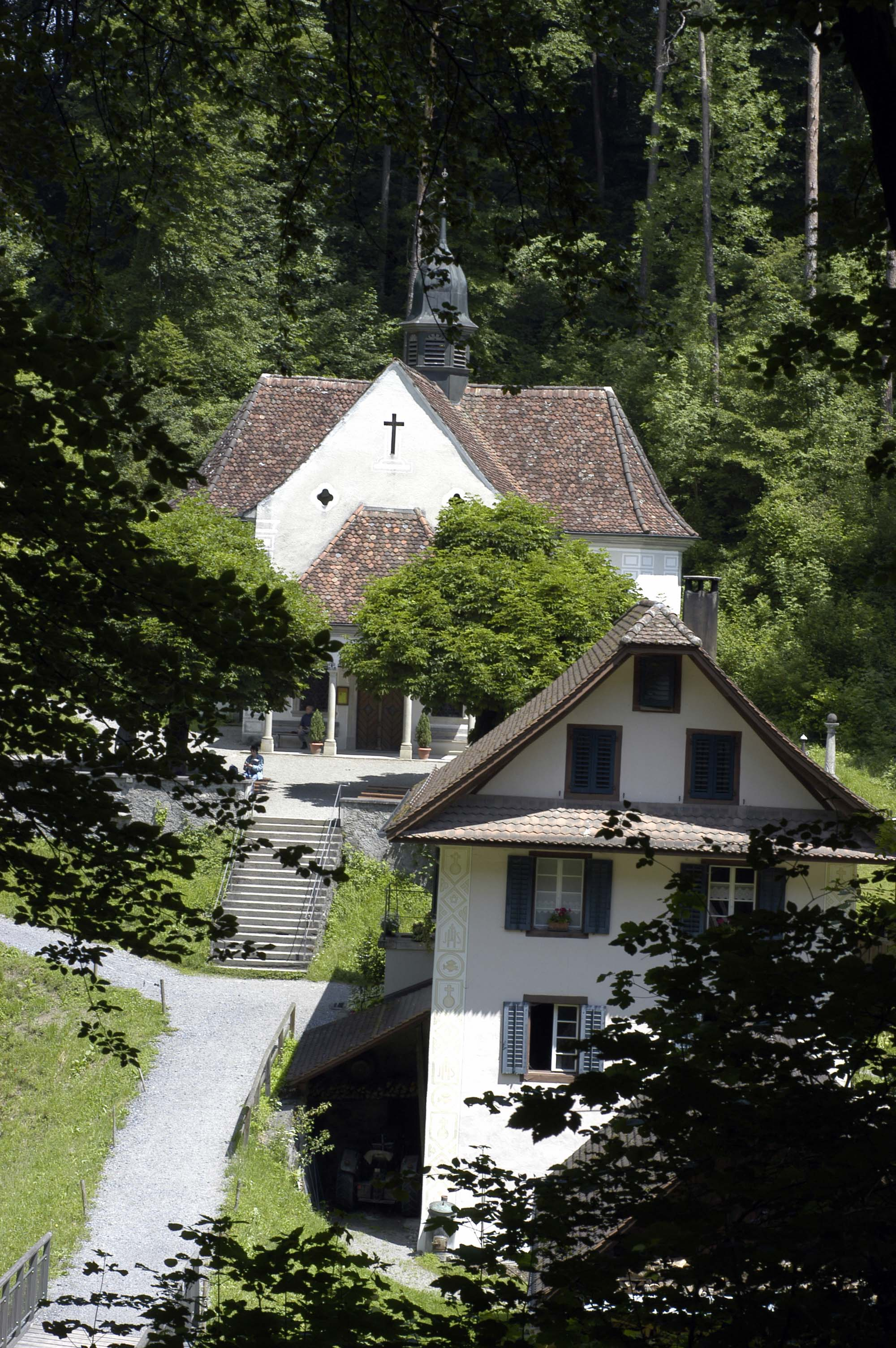
Jonen Chapel